# HD190746
HD190746 — хімічно пекулярна зоря спектрального класу
A2 й має видиму зоряну величину в смузі V приблизно  9,8.